# Дос Палос Y (Калифорнија)
Дос Палос Y (енгл. Dos Palos Y) насељено је место без административног статуса у америчкој савезној држави Калифорнија.

## Демографија
По попису из 2010. године број становника је 323.
| Група             | 2000.    | 2010.       |
| Белци             | 0 (0,0%) | 114 (35,3%) |
| Афроамериканци    | 0 (0,0%) | 1 (0,3%)    |
| Азијати           | 0 (0,0%) | 1 (0,3%)    |
| Хиспаноамериканци | 0 (0,0%) | 197 (61,0%) |
| Укупно            | 0        | 323         |